# Олиена
Олиена (итал. Oliena) — коммуна в Италии, располагается в регионе Сардиния, подчиняется административному центру Нуоро.
Население составляет 7564 человека (на 2004 г.), плотность населения составляет 45,98 чел./км². Занимает площадь 165,37 км². Почтовый индекс — 8025. Телефонный код — 0784.
Покровителем коммуны почитается святой Луксорий, празднование 21 августа.